# May Golan
Flora May Bedra-Golan (Tel Aviv, 3 maggio 1986) è una politica israeliana, dapprima ministro dell’emancipazione femminile dal 1º maggio 2023 al 24 gennaio 2024, poi soppresso e reistituito come ministero dell’uguaglianza sociale dal 24 gennaio 2024.
Nell'aprile 2023, il primo ministro Benjamin Netanyahu l'ha nominata console generale a New York. Questa nomina non si è poi concretizzata a causa dell'opposizione di alcuni elementi del governo americano in merito a certe dichiarazioni in passato da parte di Golan sui rifugiati africani in Israele, che sono state definite controverse e in alcuni casi anche come razziste.